# Jorunna hartleyi
Jorunna hartleyi is een slakkensoort uit de familie van de Discodorididae. De wetenschappelijke naam van de soort is voor het eerst geldig gepubliceerd in 1958 door Burn.